# Club Deportivo Alcazaba
Maillots
Le Club Deportivo Alcazaba de Tánger (en arabe : نادي قصبة طنجة), plus couramment abrégé en CD Alcazaba, est un ancien club marocain de football fondé en 1950 et disparu en 1956 (après l'indépendance du pays), et basé dans la ville de Tanger.

## Galerie

Ancien logo du club
Carte du protectorat espagnol au nord du Maroc
Drapeau du Maroc espagnol